# Théâtre du Capitole de Toulouse
Pour les articles homonymes, voir Théâtre du Capitole.
Résidence
Le Théâtre du Capitole, maintenant devenu l'Opéra National du Capitole, est un établissement public en régie municipale autonome de la Ville de Toulouse depuis 1994, et de Toulouse Métropole depuis janvier 2016, consacré à l'art lyrique et au ballet. Sa salle historique est située dans l’enceinte du Capitole de Toulouse. Il a été inauguré le 1er octobre 1818 à l'emplacement du théâtre érigé par les Capitouls en 1736. La salle à l'italienne a aujourd'hui une jauge de 1 156 places. Le Théâtre du Capitole est membre de la ROF (Réunion des opéras de France), de RESEO (Réseau européen pour la sensibilisation à l'opéra et à la danse) et d'Opera Europa.

## Histoire

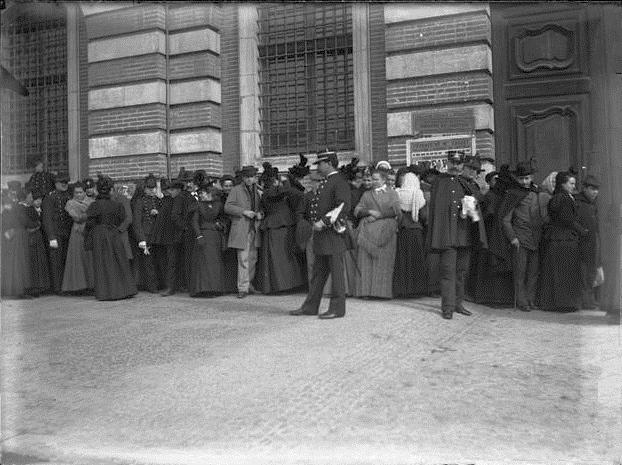
Public faisant la queue devant le théâtre du Capitole en 1898. Photographie par Eugène Trutat conservée aux Archives municipales de Toulouse.

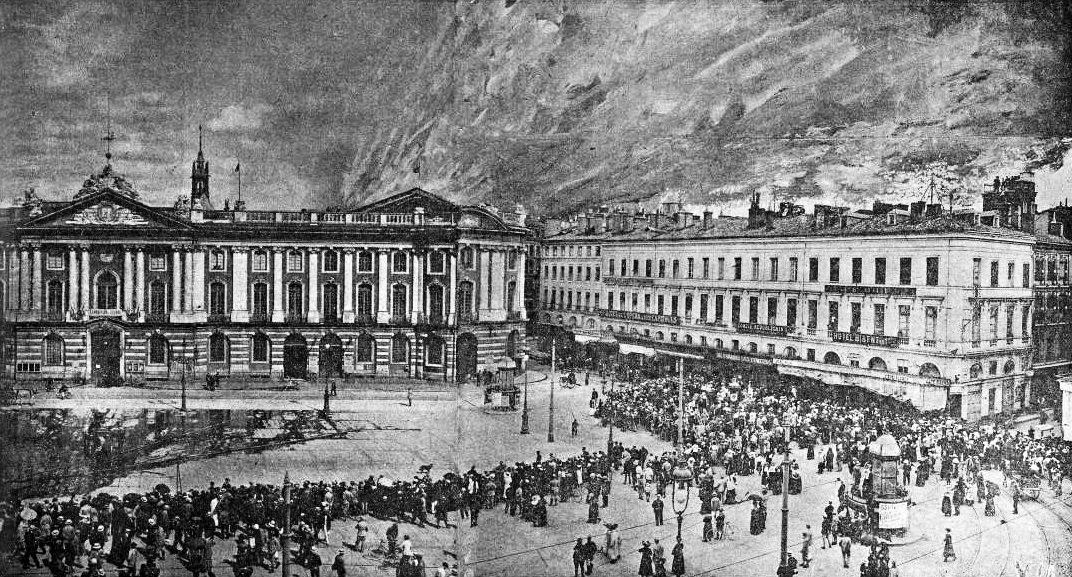
L'incendie du Grand Théâtre, le 10 août 1917 à 15 heures.

Édifice consacré aujourd'hui à l'art lyrique et au ballet, le Théâtre du Capitole a pour origine la Salle du "Jeu de spectacle" intégrée dans l'édifice municipal en 1736 par Guillaume Cammas. À l'époque, il acquiert rapidement la réputation d’être le plus beau et le plus moderne du royaume.
Le bâtiment est abandonné au fil des ans, mais reconstruit et réaménagé en 1818. Détruit par un incendie en 1917, le théâtre connaît une nouvelle vie en 1923 grâce aux travaux de Paul Pujol qui inscrit son ouvrage dans le style néobaroque. D'autres réaménagements sont réalisés notamment en 1996 par les architectes Jean-Louis Roubert et le décorateur Richard Peduzzi, dans un style contemporain dans les foyers, se voulant proche de l'esprit de la commedia dell'arte dans la salle de spectacle.

## Renommée

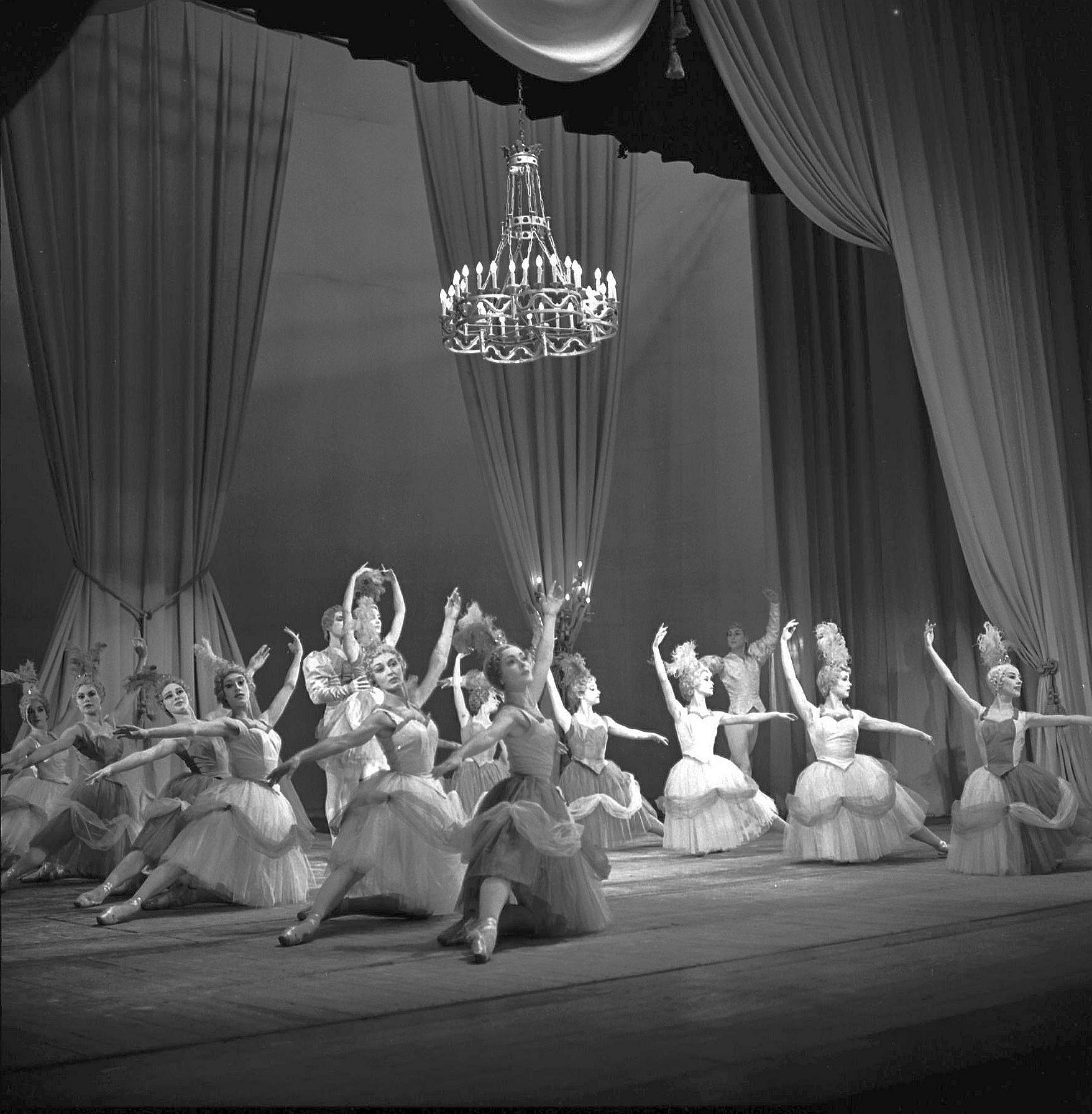
Ballet du Capitole. Photographie d'André Cros, Archives de Toulouse.

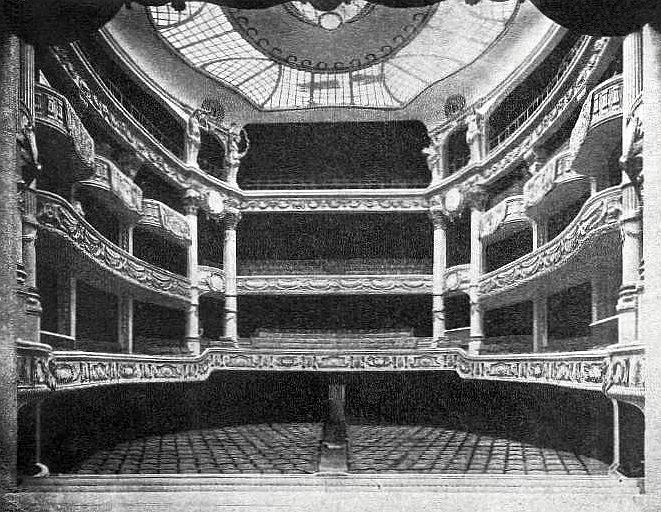
La salle du théâtre du Capitole, en 1926.

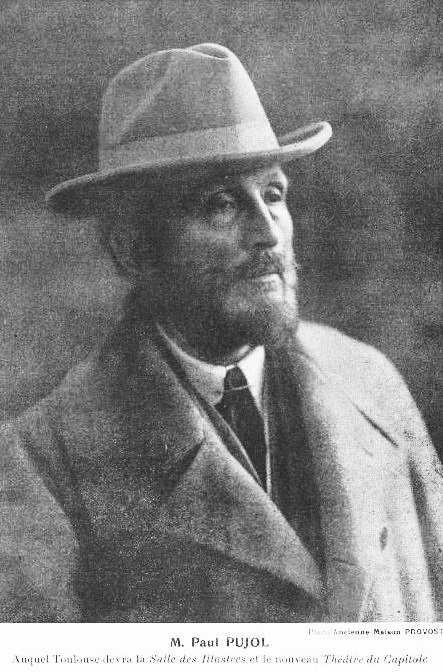
Paul Pujol, architecte toulousain, en 1922.

C’est parmi les opéras français, selon Le Monde, « le deuxième établissement national en termes de qualité, une place que seul, aujourd'hui, peut lui disputer l’Opéra de Lyon parmi les établissements lyriques qui ont obtenu le label « national » (Opéra du Rhin, Opéra de Bordeaux, Opéra de Nancy et de Lorraine), alors que Toulouse ne l'a jamais brigué. ».

## Le Théâtre
La mission du Théâtre du Capitole est servie par une équipe de plus de 260 personnes. Les masses artistiques permanentes, notamment, sont composées d'un chœur mixte réunissant 45 chanteurs, placé sous la direction de Guy Lhomme de 1957 à 1986, Marcel Seminara de 1986 à 1990, Gunther Wagner de 1990 à 1991, Pierre Iodice de 1991 à 2003, Patrick Marie Aubert de 2003 à 2009, et Alfonso Caiani depuis septembre 2009; mais aussi d'une compagnie de ballet de 35 danseurs de niveau international. À cela s'ajoute, de fait, l'Orchestre national du Capitole, qui propose une programmation de concerts symphoniques distincte de celle du Théâtre. Le Théâtre du Capitole accueille également un Concours International de Chant lyrique fondé par la Ville de Toulouse en 1954, aujourd'hui organisé tous les deux ans.
Michel Plasson prit la direction artistique du Théâtre du Capitole en 1973. Lui succédèrent Jacques Doucet en 1981, Nicolas Joel en 1991, Frédéric Chambert en 2009, et Christophe Ghristi en 2017.
Le Ballet du Capitole fait aussi la renommée du Théâtre du Capitole. Désireux de développer le ballet classique, Nicolas Joel a fait appel, en 1993, à Nanette Glushak qui est devenue l'année suivante directrice de la danse au Théâtre du Capitole. Elle a fait du Ballet du Capitole, jusqu'à son départ en juillet 2012, l'une des meilleures compagnies classiques et néoclassiques de France, en la formant au répertoire balanchinien et néoclassique.

## Le Théâtre du Capitole depuis septembre 2009
Durant la saison 2009-2010, la première de son nouveau directeur artistique Frédéric Chambert, la salle historique du Théâtre du Capitole a été fermée au public et n'a accueilli aucune représentation, en raison de travaux indispensables dans les locaux administratifs du 3e étage. La structure institutionnelle dite du Théâtre du Capitole a réparti les spectacles de sa saison « hors les murs » à la Halle aux grains, au Théâtre national de Toulouse Midi-Pyrénées et au Casino-théâtre Barrière. Le Théâtre a rouvert ses portes en septembre 2010, inaugurant la nouvelle saison 2010-2011 par la 48e édition du Concours International de Chant lyrique de la ville de Toulouse. Pour diversifier son offre et répondre à des besoins tant artistiques que logistiques, le Théâtre du Capitole répartit aujourd'hui sa programmation de spectacles entre le théâtre proprement dit, la Halle aux grains et le Casino-théâtre Barrière.
Frédéric Chambert a pris ses fonctions de directeur artistique en septembre 2009, à la suite de Nicolas Joel, annonçant un maintien de la qualité artistique, une diversification et une intensification de l'offre d'ateliers et activités artistiques, notamment dans les centres culturels de la Ville de Toulouse. L'ouverture de la saison 2012-2013 voit l'entrée en fonction au titre de directeur de la danse de Kader Belarbi, succédant à Nanette Glushak.
En 2016, Toulouse Métropole lance un recrutement pour le poste de Directeur Artistique du Théâtre du Capitole. Celui-ci aura pour mission de définir et mettre en œuvre son projet artistique et culturel, son action éducative et développer son rayonnement. La sélection se fera sur dossier dans un premier temps puis les candidats retenus devront présenter un projet artistique d’ici la fin de l’année 2016. Pendant la durée de ce recrutement, l’intérim de cette fonction est confié à Jean-Jacques Groleau, appelé par Frédéric Chambert à la Dramaturgie du Théâtre du Capitole en septembre 2013. Christophe Ghristi, dramaturge du Théâtre du Capitole de 1995 à 2009, est désormais Directeur désigné du Théâtre et a pris ses fonctions en septembre 2017.

## Faits divers
Le 28 janvier 2015 à la fin d'une représentation de Tristan et Isolde de Richard Wagner, un gros rocher factice de 210 kilogrammes qui devait lentement descendre des cintres et s'arrêter au-dessus du corps immobile de Tristan étendu sur la scène a continué sa course et a failli de peu écraser le ténor Robert Dean Smith qui in extremis a roulé sur le côté pour échapper à l'accident. Les enquêteurs privilégient l'acte de sabotage d'un des machinistes de l'opéra.